# 周金簡
周金简（1676年—1732年），字大酉，號燕巖。江蘇省常州府無錫縣（今屬江蘇省無錫市）人，清朝政治人物。

## 生平
早年為郡庠生。
康熙四十一年（1702年）壬午科江南鄉試中式第二十一名舉人。
康熙五十一年（1712年）二月，壬辰科會試第四十五名；四月，殿試位列第二甲第四十七名進士出身。選翰林院清書庶吉士。
五十二年（1713年）十一月二十一日散館，授編修。編修加一級，敕授儒林郎。
五十三年（1714年），因告假太多，經九卿議處以原官休致。

## 家庭
- 父：周弘（1637年－1705年），康熙三年進士，官至翰林院侍講學士。
- 弟：周金紳（1702年－1753年），乾隆四年進士，官四川知縣。
- 姪：周永禧，雍正十年舉人。
- 姪孫：
  - 周曰萬（1701年－？年），乾隆十六年進士，官浙江知縣；
  - 周曰贊（1716年－？年），乾隆十六年進士，官至戶部員外郎、學政。